# Elaphoglossum stelligerum
Elaphoglossum stelligerum là một loài thực vật có mạch trong họ Lomariopsidaceae. Loài này được (Wall. ex Baker in Hook. & Baker) T. Moore ex Alston & Bonner mô tả khoa học đầu tiên năm 1956.